# Ван дер Брюгген, Юстинус
Юстинус ван дер Брюгген (нидерл. Justinus van der Brugghen; 6 августа  1804, Неймеген  — 2 октября  1863, Убберген) — нидерландский политический и государственный деятель,  занимавший пост премьер-министра Нидерландов (1 июля 1856 — 18 марта 1858), министр юстиции (1856), член Палаты представителей Нидерландов (1853—1854), юрист, банкир
, доктор наук.
Получил домашнее образование, позже посещал латинскую школу в Неймегене и изучал право в университете Лейдена , где в 1826 году получил докторскую степень. Работал юристом в Неймегене. Позже стал директором банка и членом Нижней палаты Генеральных штатов, затем стал министром финансов. Консервативный политик.
С 1856 по 1858 год занимал пост премьер-министра Нидерландов.